# Rooversbroekpolder
De Rooversbroekpolder is een polder en een voormalig waterschap in de Nederlandse provincie Zuid-Holland, in de gemeente Lisse.

Het waterschap was verantwoordelijk voor de drooglegging en later de waterhuishouding in de polder.